# David Sanchez (ingegnere)
David Sanchez (Hérault, 1980) è un ingegnere francese, direttore tecnico dell'Alpine F1 Team dal maggio del 2024. In precedenza ha lavorato in Formula 1 per la Ferrari e la McLaren.

## Biografia

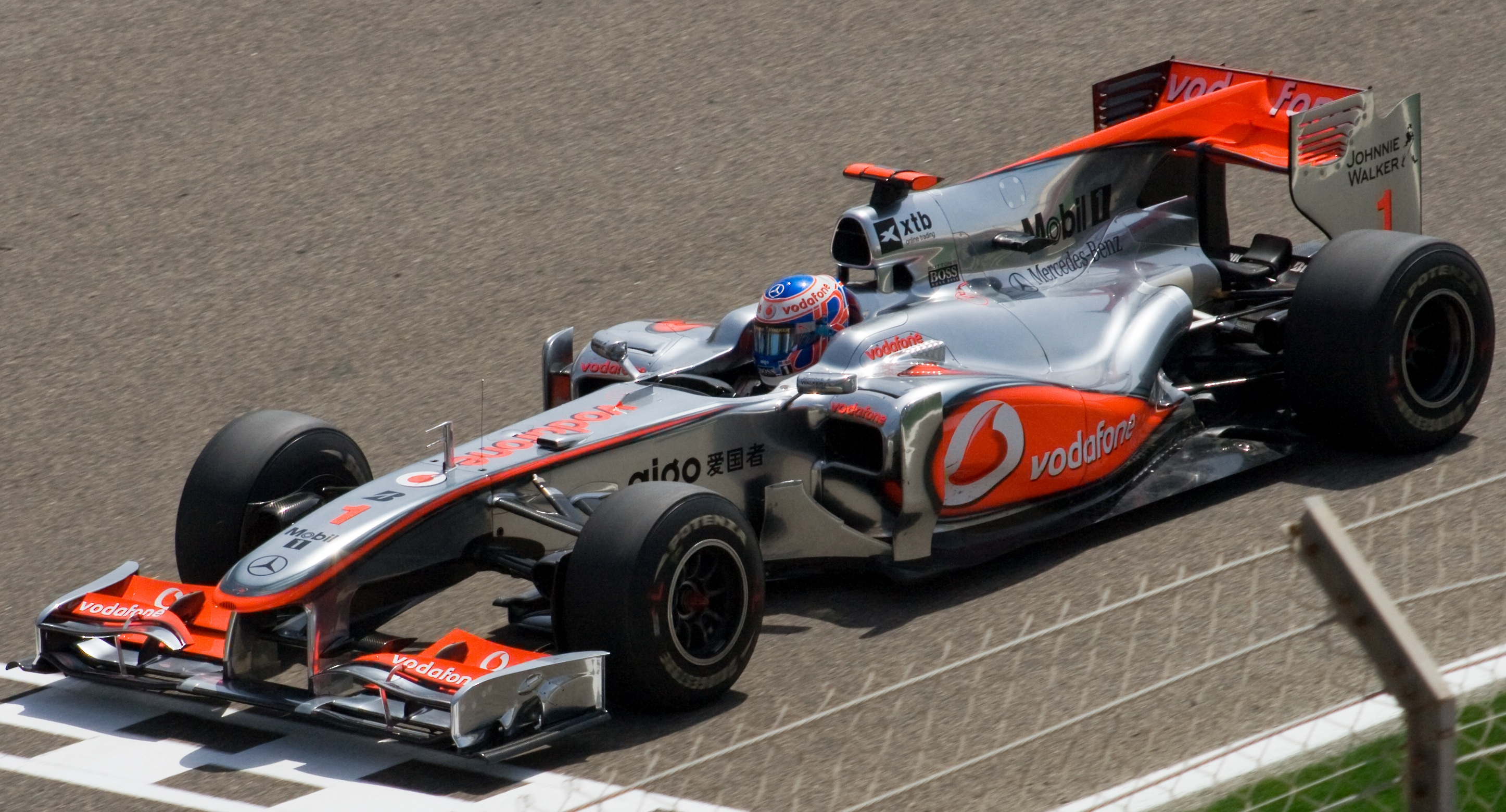
McLaren MP4-25 con F-Duct sul muso ideato da Sanchez

Dopo essersi diplomato all'École nationale supérieure de mécanique et d’aérotechnique (ISAE-ENSMA) nel 2004, Sanchez ha iniziato la sua carriera nel mondo del motorsport lavorando come aerodinamico per il team Renault come aerodinamico junior nel 2005. Si è trasferito alla McLaren nel 2007 inizialmente come aerodinamico senior, prima di diventare leader dell'aerodinamica facendo parte del team che ha sviluppato l'innovativo F-Duct visto nella McLaren MP4-25. Alla ricerca di una nuova sfida, Sanchez ha deciso di unirsi alla Ferrari nell'ottobre 2012 come aerodinamico, sostituendo poi Dirk de Beer come capo aerodinamico nel 2016, prima di dirigere l'intero dipartimento nel 2019. Nel 2021 Sanchez è stato nuovamente promosso a Capo del Vehicle Concept, guidando la progettazione e lo sviluppo dell'auto Ferrari del 2022.

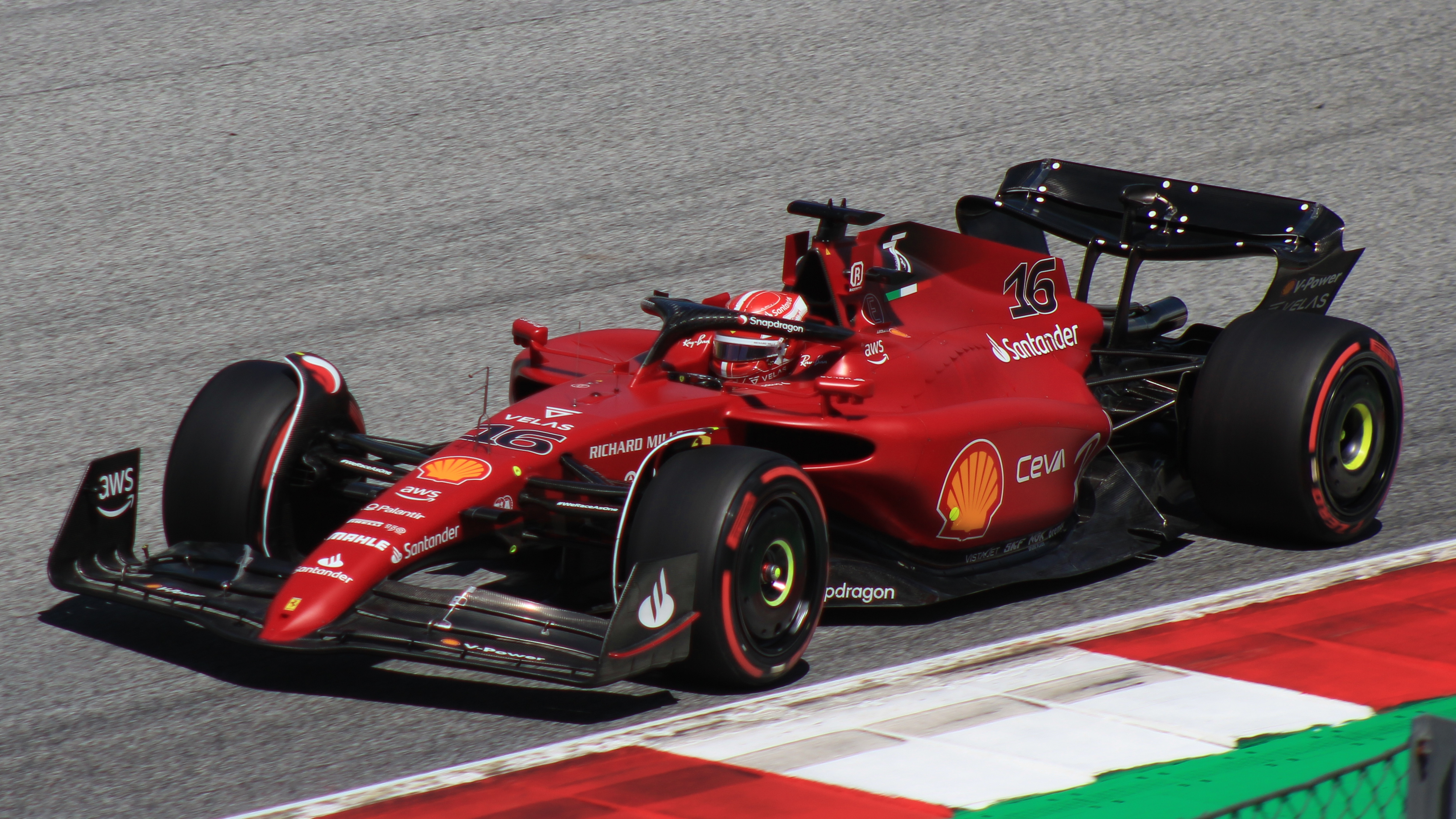
F1-75 progettata da Sanchez

Sanchez ha lasciato la Ferrari nel marzo 2023 ed è entrato in un periodo di gardening. Sanchez torna alla McLaren come direttore tecnico del Concept e delle prestazioni della vettura, a partire dal 2024, in sostituzione di James Key.
Il 2 aprile 2024, lascia la squadra di comune accordo. Un mese dopo viene annunciato come nuovo direttore tecnico dell'Alpine F1 Team.